# Persicaria umbrosa
Persicaria umbrosa är en slideväxtart som först beskrevs av Gunnar Samuelsson, och fick sitt nu gällande namn av Galasso. Persicaria umbrosa ingår i släktet pilörter, och familjen slideväxter. Inga underarter finns listade i Catalogue of Life.